# Chambeshi
Der Chambeshi (auch Chambezi oder Tschambesi) ist der Quellfluss des Luapula und gehört zum afrikanischen Stromsystem des Kongo.

## Verlaufsbeschreibung

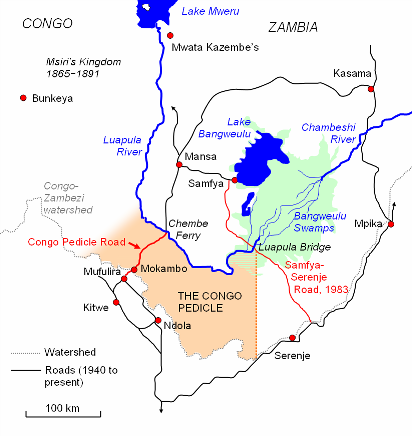
Der Chambeshi mit den Bangweulusümpfen

Er entspringt in den Bergen des nördlichen Sambias unweit der Grenze zu Tansania im äußersten Südosten des Kongo Einzugsgebietes. Seine Quellen liegen auf einer Höhe von etwa 1600 m über üNN ungefähr 50 km südöstlich des Tanganjikasees. Der Fluss hat einen Fließweg von etwa 500 km, bis er auf die Bangweulusümpfe trifft, die er in südwestlicher Richtung durchfließt. Der genaue Weg durch die Sümpfe ist veränderlich. Manche Seitenarme des Flusses strömen dem Bangweulusee zu, während andere die Richtung beibehalten. Beim Verlassen der Sümpfe vereinigt er sich mit dem von Norden aus dem Bangweulusee kommenden Luapula, dessen wichtigster Nebenfluss er ist, und der nach der Durchquerung des Mweru-Sees als Luvua weiterfließt.
Westlich der Stadt Isoka führt eine Pontonbrücke über den Fluss.

## Hydrometrie
Die Abflussmenge des Chambeshi wurde am Pegel Chambeshi Pontoon, bei etwa ¾ des Einzugsgebietes, in m³/s gemessen.

## Flussgeschichte

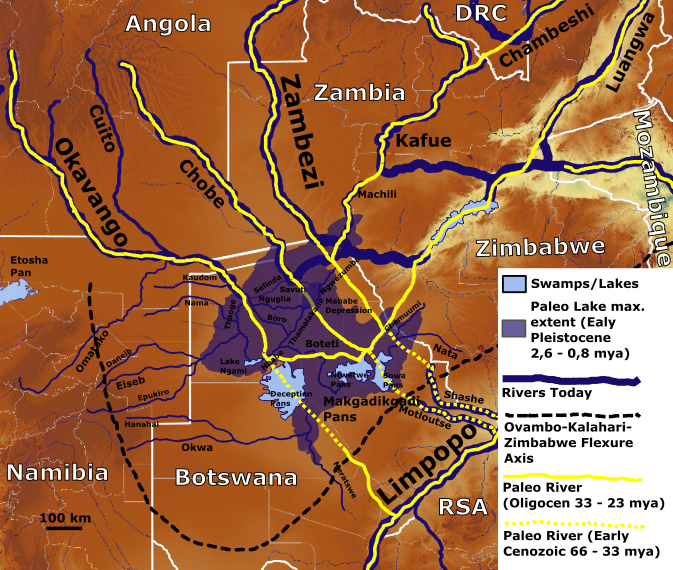
Die vermutete maximale Ausdehnung des Paleo-Makgadikgadisees im frühen Pleistozän und der Verlauf der Flüsse im frühen bis mittleren Känozoikum.

Der heutige Verlauf des Chambeshi wurde erdgeschichtlich erst sehr spät der Abflussweg des Flusses. Fast während des gesamten Känozoikums war der Fluss, der heute zum Kongo-Einzugsgebiet gehört, ein Nebenfluss des Kafue und mündete über den Kafubu. Der Kafue seinerseits mündete auch an einer anderen Stelle, nämlich über den Machili in den Sambesi, beziehungsweise den Makgadikgadisee. Somit war der Chambeshi vor der Hebung der Ovambo-Kalahari-Simbabwe-Verwerfung (OKZ) im mittleren Känozoikum Teil des Limpopo Einzugsgebiets.